# O Caminho Faz-se Caminhando
O Caminho Faz-se Caminhando foi um programa de informação, que juntava entrevista e tertúlia, transmitido pela RTP1 entre 2007 e 2009, com autoria de Clara Ferreira Alves e Nuno Santos e com a participação de Mário Soares